# Coronacrisis in China
De coronacrisis in China begon met de uitbraak van de coronapandemie, eind 2019: het virus werd waargenomen in Wuhan, de hoofdstad van de provincie Hubei in China, bij een cluster van patiënten met een longontsteking met een onbekende oorzaak. Een ziekenhuis uit Wuhan deed op 27 december 2019 melding bij een lokaal centrum voor ziektepreventie en -bestrijding en gezondheidscommissies. Op 31 december bevestigde het centrum voor ziektepreventie en -bestrijding uit Wuhan het bestaan van het cluster van patiënten dat gerelateerd werd aan de Huanan Seafood Market nadat niet-geverifieerde documenten op internet verschenen. 
Daags trok de potentie tot een nationale uitbraak de aandacht van de Nationale Gezondheidscommissie uit Beijing. Zij stuurde experts naar Wuhan nog de volgende dag. Op 8 februari werd SARS-CoV-2 geïdentificeerd als de veroorzaker van de longontsteking. De DNA-sequentie werd al snel gepubliceerd in een open-accessdatabase. De maatregelen die China trof, werden door velen gewaardeerd, waaronder de Wereldgezondheidsorganisatie (WHO), en leken tot dus toe meer transparant te zijn dan ten tijde van de uitbraak van SARS in 2003.

## 2020
Het stadsbestuur van Wuhan besloot op 22 januari om de stad (per 23 januari 2020 10:00 am UTC+8) onder quarantaine te stellen. Al het vliegverkeer en openbaar vervoer werd stilgelegd. Deze maatregel werd genomen om verdere verspreiding van het virus tegen te gaan.
Een dag later werd bekend dat meerdere steden soortgelijke maatregelen troffen, waaronder de naastgelegen steden Chibi, Ezhou, Huanggang en Zhijiang. Ook in de hoofdstad Beijing werden maatregelen getroffen, door bijvoorbeeld grote evenementen af te gelasten. Daarnaast verspreidden de autoriteiten het advies om in heel het land dichtbevolkte gebieden te mijden.
Op 24 januari werd de quarantainemaatregel van kracht in 15 steden in de provincie Hubei. Daardoor stond de gehele provincie onder quarantaine, met uitzondering van het bosbouwdistrict Shennongjia.
Midden februari hadden 760 miljoen mensen in China direct te maken met quarantainemaatregelen.
Een speciaal noodziekenhuis, het Huoshenshan Ziekenhuis, werd gebouwd, zoals ook toentertijd bij de uitbraak van SARS in 2003 was gedaan: het Xiaotangshan Ziekenhuis in Beijing. Op 24 januari gaven de autoriteiten in Wuhan een verdere detaillering van de plannen. Op 3 februari gereed zou het ziekenhuis plaats moeten bieden aan 813 bedden en 25.000 m² groot zijn. Chinese staatsmedia meldden dat er op het hoogtepunt van de bouw 1.500 arbeiders en bijna 300 bouwmachines ingezet worden.

Verspreiding van 2019-nCoV in China en Taiwan (22 januari - 23 februari 2020).

De Chinese autoriteiten maakten hun plannen voor een tweede noodziekenhuis, Leishenshan Ziekenhuis genaamd, op 25 januari 2020 bekend. Het ziekenhuis zou zo'n 1.600 bedden moeten gaan tellen. Op 6 februari 2020 werd de bouw van het ziekenhuis afgerond. Op 8 februari 2020 werden er in totaal 1600 bedden geleverd.
Op 15 april 2020 is het ziekenhuis 'met pensioen' gegaan en op stand-by gezet.

## 2022
Door het zero-covid beleid van de Chinese regering bleef China tussen maart 2020 en maart 2022 twee jaar nagenoeg coronavrij. Met de opkomst van de milde, maar besmettelijke Omikronvariant lukte het ook China niet meer om met rigoreuze maatregelen het virus onder controle te houden. Opnieuw gingen steden in lockdown. Op 28 maart ging de stad Shanghai met 26 miljoen inwoners in lockdown. 
Begin 2022 waren er, volgens de regering, op het vasteland van China 1.21 miljard mensen volledig gevaccineerd.

## 2023
Na zware protesten werden eind december 2022 vrijwel alle coronamaatregelen opgeheven en werd in China de definitie van het overlijden aan Covid-19 aangescherpt. Er zijn geen betrouwbare cijfers over het aantal slachtoffers.

## Kritiek
Nieuws, cijfers en laboratoriumonderzoek over de pandemie zouden in de eerste weken van de uitbraak om bureaucratische redenen niet zijn doorgestroomd en zelfs tegengehouden, waardoor kostbare tijd verloren ging. Later kregen lokale functionarissen in Wuhan en de provincie Hubei zowel in eigen land als internationaal kritiek. Ze werden beschuldigd van een gebrek aan transparantie en het onterecht censureren van de Chinese sociale media tijdens de eerste weken van de uitbraak. Op 1 januari 2020 ondervroeg de politie van Wuhan acht bewoners vanwege het "verspreiden van valse informatie", namelijk het beschrijven van de nieuwe infectie als SARS-achtig. Een van hen, de arts Li Wenliang, die zijn voormalige medestudenten op de hoogte bracht van het coronavirus in een WeChat-groep, werd op 3 januari door de politie gewaarschuwd tegen het "verspreiden van onwaarheden" die "de sociale orde ernstig hadden verstoord" en werd verplicht een verklaring te ondertekenen waarin hij afstand nam van zijn gedrag. Op 6 februari 2020 werd gemeld dat Li was overleden nadat hij de ziekte had opgelopen van een patiënt in januari 2020. De politie van Wuhan verklaarde later via een bericht op haar officiële Weibo-kanaal dat "acht mensen waren behandeld volgens de wet". De politie verduidelijkte later via Weibo dat ze alleen "voorlichting en kritiek" had gegeven en zich had onthouden van hardere straffen zoals "waarschuwingen, boetes of detentie". Lokale functionarissen werden ook bekritiseerd, omdat ze begin januari bewijs voor de overdracht van mens op mens verborgen hadden gehouden en op het Volkscongres berichten over de ziekte uit politieke overwegingen onderdrukt hadden.
Berichten dat het virus was ontsnapt uit een laboratorium werden aanvankelijk bestempeld als nepnieuws. In 2021 ontstond toch weer twijfel hieromtrent en kondigde de Amerikaanse president Biden een onderzoek hiernaar aan.